# Oosterse sterhyacint
Oosterse sterhyacint (Scilla siberica) is een soort uit de aspergefamilie (Asparagaceae).

## Determinatie
Oosterse sterhyacint is een bolgewas. De soort bloeit in maart en april. De bloeiwijze bevat veelal 1–3 knikkende, stervormige bloemen. De bloemkleur is hoofdzakelijk blauw; zo nu en dan worden er ook witbloemige exemplaren aangetroffen. De soort heeft tijdens de bloei altijd een groen vruchtbeginsel. Gedurende de zomer is de plant bovengronds doorgaans al volledig afgestorven en verdwenen.

### Gelijkende taxa
Oosterse sterhyacint wordt veel verward met vroege sterhyacint (Scilla bifolia). De laatstgenoemde soort heeft in tegenstelling tot oosterse sterhyacint geen knikkende bloemen en het vruchtbeginsel is (afhankelijk van de bloemkleur) niet groen maar paars of wit(bruin). Ook heeft vroege sterhyacint in tegenstelling tot oosterse sterhyacint bloemstelen die langer zijn dan de bloemdiameter. Ten slotte vormt de bol van vroege sterhyacint maximaal twee bladeren; bij oosterse sterhyacint kan de bol ook 3–4 bladeren vormen.

## Verspreiding
Voor het natuurlijke verspreidingsgebied wordt meestal, zoals de soortaanduiding siberica al aangeeft, Siberië opgegeven. Ten minste een bron ontkent Siberië ten stelligste en geeft Midden-Rusland op. Heukels' Flora van Nederland noemt Zuidoost-Europa en Klein-Azië als oorspronkelijk verspreidingsgebied. De plant is als stinsenplant in West-Europa ingeburgerd maar komt hier van nature in het wild niet voor.

## Cultivatie
De planten zijn als voorjaarsplanten gewild bij tuinliefhebbers.
De plant doet het goed op matig voedselrijke grond met voldoende vocht en een goede afwatering. Ze zijn goed vorstbestendig, maar kunnen niet goed tegen grote hitte of droogte. Zon en lichte schaduw zijn geen probleem.
Enkele cultivars:
- Scilla siberica 'Alba' met witte bloemen
- Scilla siberica 'Spring Beauty'

## Fotogalerij

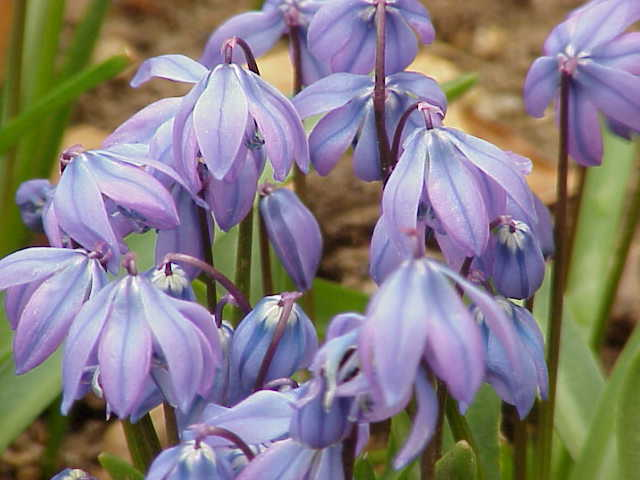
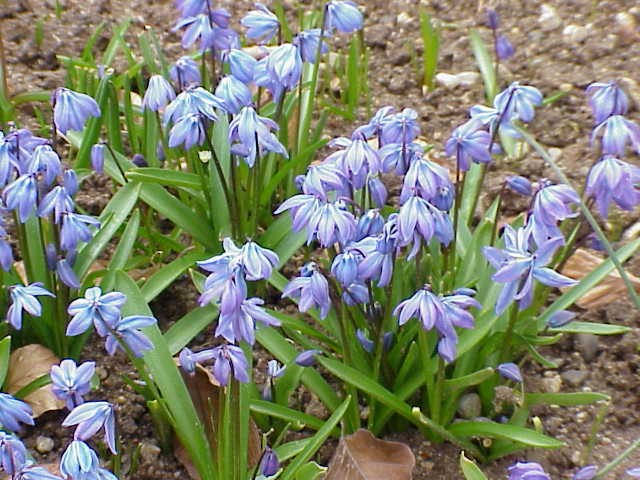
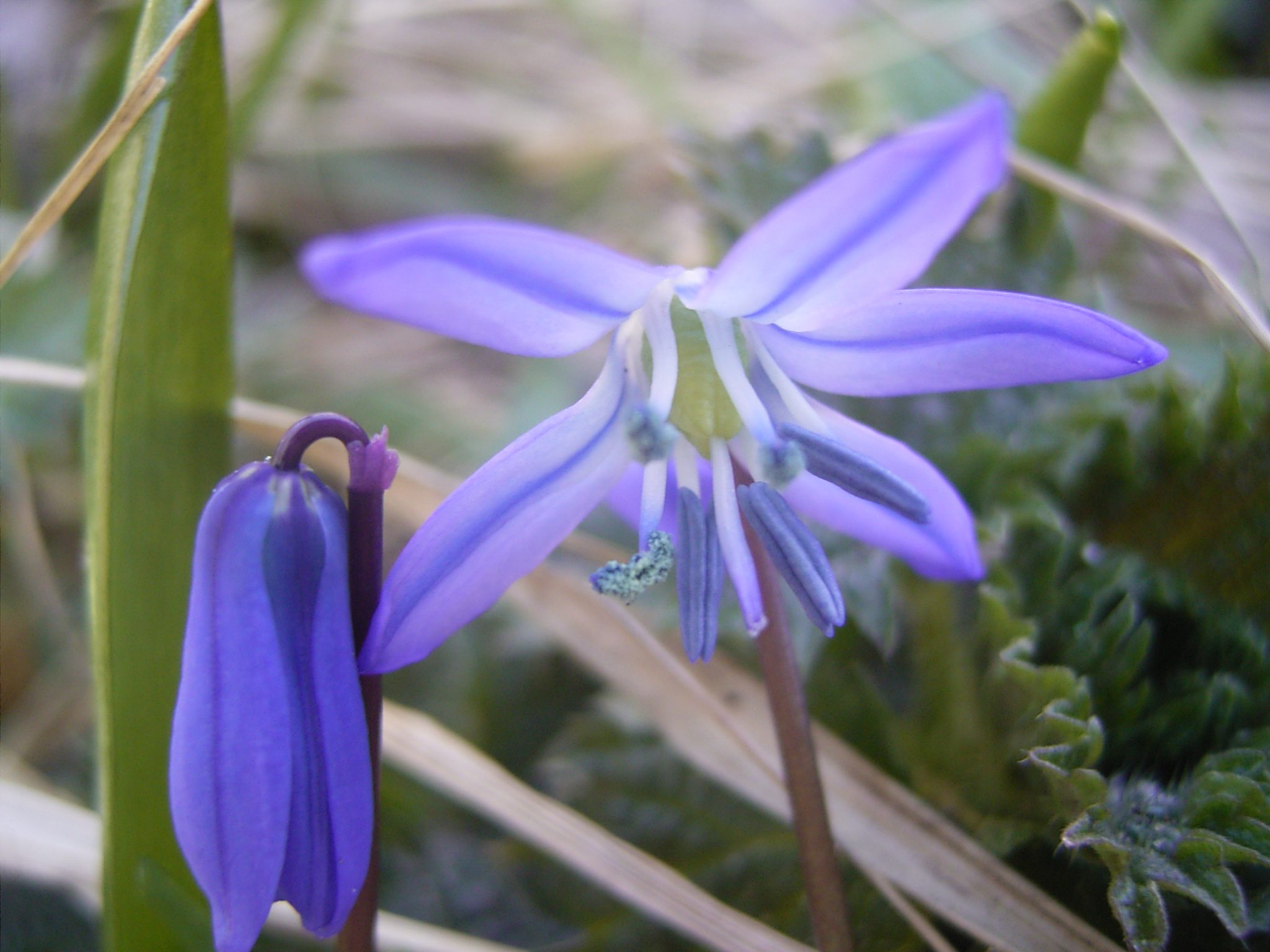
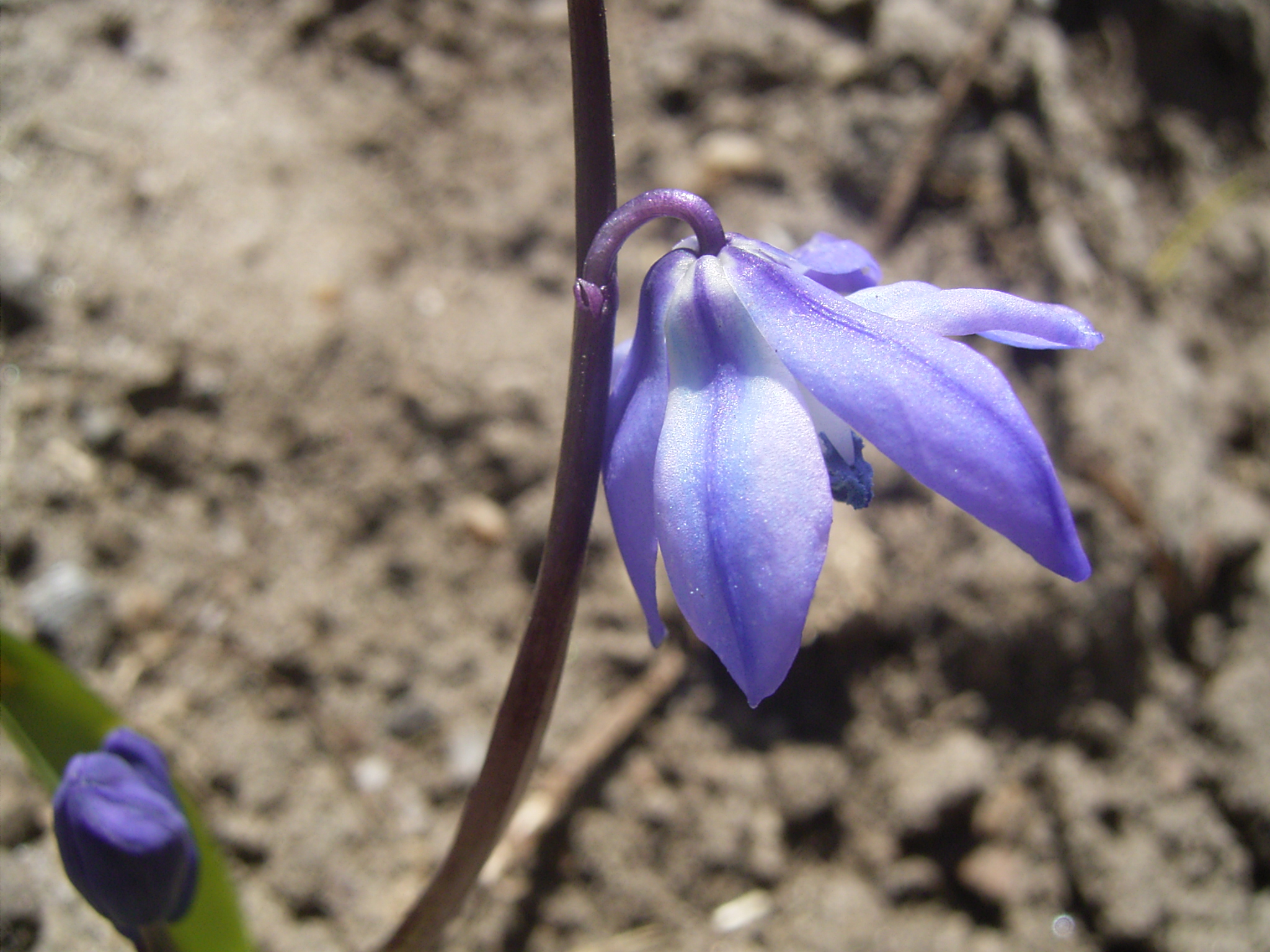

## Namen in ander talen
- Duits: Sibirischer Blaustern
- Engels: Siberian squill
- Frans: Scille de Sibérie